# Museu dos Quilombos e Favelas Urbanos
O Museu dos Quilombos e Favelas Urbanos, abreviado de Muquifu, é um museu social localizado na Vila Estrela, Aglomerado de Santa Lúcia/Morro do Papagaio, na região Centro-Sul de Belo Horizonte, Minas Gerais. O museu foi fundado em 20 de novembro de 2012, sob a agência do Padre Mauro Luiz da Silva, a partir de um histórico de mobilizações dos movimentos sociais e culturais locais pela produção autônoma de memória e história das favelas e periferias de Belo Horizonte. O Muquifu se tornou foco de estudos da Museologia social devido à sua abordagem de temas relacionados à raça e classes sociais.

## Histórico
No início de 2000, o Padre Mauro Luiz Silva se tornou o novo responsável pela Paróquia Nossa Senhora do Morro. No final do mesmo ano, o Morro do Papagaio foi tomado por policiais após o tenente Ruy Malta Rabello Júnior ter sido morto devido a disputas entre traficantes e a polícia. O Morro permaneceu ocupado por catorze dias, durante os quais um homem inocente foi morto por possuir nome semelhante ao do suspeito. Este incidente levou o padre a criar, a partir de sugestão de moradoras da comunidade, a Comissão da Paz, com o intuito de discutir o direito à segurança para os moradores da favela, o que resultou no evento "O Quilombo do Papagaio – Três Semanas de Paz e Cidadania", realizado anualmente entre novembro e dezembro.
Em dezembro de 2012, em resposta à demanda pela promoção da história e memória por parte dos moradores da região, foi anunciado o Memorial do Quilombo do Papagaio, o qual foi realizado pelo Padre Mauro, membros da paróquia e membros da Juventude Unida da Barragem. No mesmo ano, Silva estava concluindo um curso pela Universidade de Pádua, e seu trabalho de conclusão tratava sobre a criação de um museu sobre a situação nas favelas.
Após um ano de existência, o projeto foi transformado no Muquifu, permanecendo em um anexo junto à Capela/Igreja Maria Estrela do Amanhã.

## Exposições
Em maio de 2015, foi apresentado um "Mapa Gastronômico do Morro do Papagaio", com pratos típicos de restaurantes do Aglomerado Santa Lúcia. O projeto fez parte da Semana Nacional de Museus e foi idealizado por duas moradoras da região.
Em agosto de 2019, o Muquifu realizou uma exposição fotográfica chamada "Comunicação na Quebrada". A mostra foi realizada pela Associação Imagem Comunitária e consiste na exposição de fotos produzidas por jovens moradores do Morro do Papagaio. Foram exibidos também três documentários sobre racismo e preconceito.
Em setembro de 2019, o museu lançou o seu primeiro catálogo, Habemus Muquifu, com obras do acervo de 2012.